# Oligoneurus luteus
Oligoneurus luteus är en stekelart som beskrevs av Sergey A. Belokobylskij 1998. Oligoneurus luteus ingår i släktet Oligoneurus och familjen bracksteklar. Inga underarter finns listade i Catalogue of Life.